# Louis
Louis is de Franse variant van Lodewijk. De jongensnaam komt ook in andere talen voor, waaronder het Engels, Duits en Nederlands. Een vrouwelijke vorm is Louise.

## Geschiedenis
Evenals Lodewijk gaat Louis terug op het Frankische (Germaanse) Chlodowig, wat vermoedelijk 'strijder om buit' betekende. Het grote verschil met de oorspronkelijke en met de Nederlandse vorm (een lettergreep minder en een uitgang op -is) is te verklaren doordat Louis is afgeleid van Clovis, wat op zijn beurt afgeleid was van de gelatiniseerde vorm Chlodovechus. De Frankische koning Clovis I (466-511) wordt nog steeds vaak als de eerste koning van Frankrijk beschouwd. Drie van zijn Merovingische opvolgers droegen dezelfde naam.
In de vorm Louis raakte de naam uiteindelijk sterker dan welke andere ook geassocieerd met het Franse koningschap, vanaf Louis I (Lodewijk de Vrome, regeerde 814-840) tot Louis XVIII (1815-1824) en tot slot Louis-Philippe (1830-1848). Op Louis-Philippe na worden deze koningen in het Nederlands meestal aangeduid met de Nederlandse vorm 'Lodewijk'. Onder deze 'Lodewijken' waren Lodewijk IX, die heilig verklaard werd, Lodewijk XIV, de 'Zonnekoning', en Lodewijk XVI, die afgezet en onthoofd werd tijdens de Franse Revolutie. Zie Lodewijk (voornaam)#Bekende naamdragers voor de volledige lijst.
Vooral Lodewijk IX (Lodewijk de Heilige of Sint-Lodewijk) droeg sterk bij aan de populariteit van de naam Louis. Deze Franse vorm werd ook overgenomen buiten het Franse taalgebied, bijvoorbeeld in 1644 in Rotterdam.
Louis staat nog steeds in de top-tien van populairste jongensnamen in Frankrijk. Ook in België behoort het meer dan ooit tot de populairste jongensnamen, zowel in Wallonië als in Vlaanderen; landelijk staat de naam zelfs op 1 voor de periode 1995-2014, wat vooral op het conto van de recentere jaren komt. In Nederland is de naam minder frequent; tot ca. 1960 kreeg jaarlijks ongeveer 0,2% van de geboren jongens Louis als eerste naam; sindsdien is dit afgenomen tot zo'n 0,03%. Als volgnaam (tweede, derde of verdere voornaam) is de naam er gangbaarder.

## Naamdragers
Bekende personen met deze naam zijn:
- Louis Andriessen, componist
- Louis Armstrong, jazzmuzikant
- Louis Paul Boon, schrijver
- Louis Bouwmeester, acteur
- Louis C.K., komiek
- Louis Couperus, schrijver
- Louis Daguerre, uitvinder
- Louis Davids, cabaretier
- Louis van Gaal, voetbaltrainer
- Louis Leakey, onderzoeker
- Louis Malle, filmregisseur
- Louis Neefs, zanger
- Louis Spohr, musicus
- Louis Tobback, politicus
- Louis Van Boeckel, kunstsmid
- Louis Tomlinson, zanger
- Louis Talpe, acteur

Namen afgeleid van Louis en andere betekenissen:
- Lowieke de Vos
- Louis (munt) of Louis d'or (munt), een Franse munt die in 1640 werd ingevoerd door Lodewijk XIII en in gebruik is geweest tot de Franse Revolutie. Na de Revolutie was Louis de bijnaam van een munt van 20 franc.
- Louis d'Or (prijs), toneelprijs

## Trivia
- In Noord-Limburg en het zuidoosten van Noord-Brabant was het vroeger jarenlang gebruik om de zevende zoon van een gezin Louis te noemen. Varianten hierop waren: Lod of Lowie. Een zevende geboren dochter kreeg dikwijls de naam: Louise. Varianten hierop waren: Wies of Aloysa.[2]